# Grange Hill (stacja metra)
Grange Hill – stacja londyńskiego metra położona na trasie Central Line pomiędzy stacjami  Gants Hill a Barkingside. Znajduje się w Chigwell w dystrykcie Epping Forest, w czwartej strefie biletowej.
Stacja została otwarta 1 maja 1903 przez Great Eastern Railway i była obsługiwana przez pociągi parowe do roku 1947. Elektryczne pociągi metra rozpoczęły obsługę stacji 21 listopada 1948 roku W 2010 roku obsłużyła 0,490 miliona pasażerów.

## Połączenia
Stacja obsługiwana jest przez autobusy linii 43, 362 i 462.

## Galeria

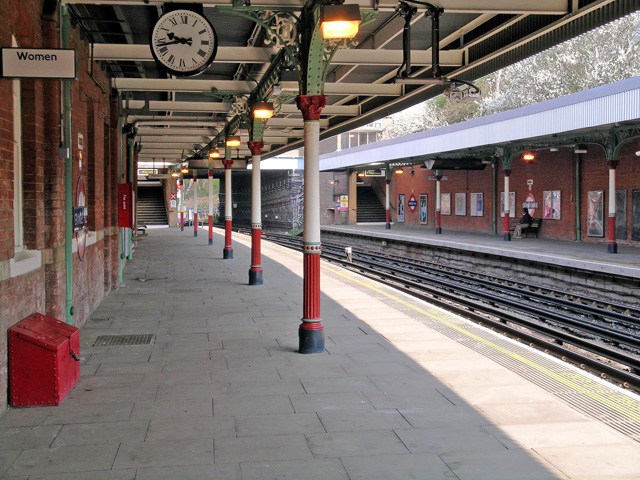
Platfoma stacji Grange Hill
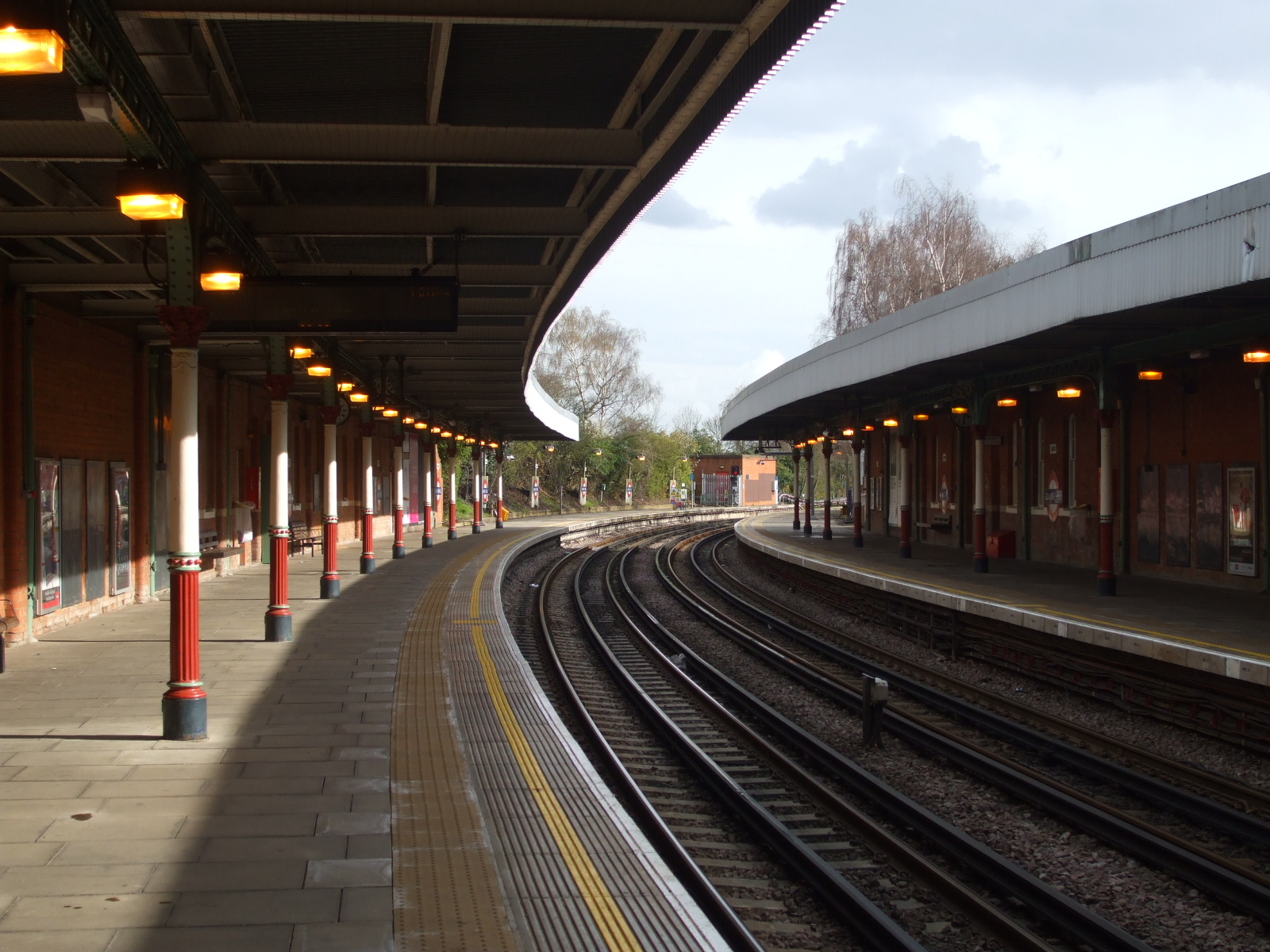
Widok na południe
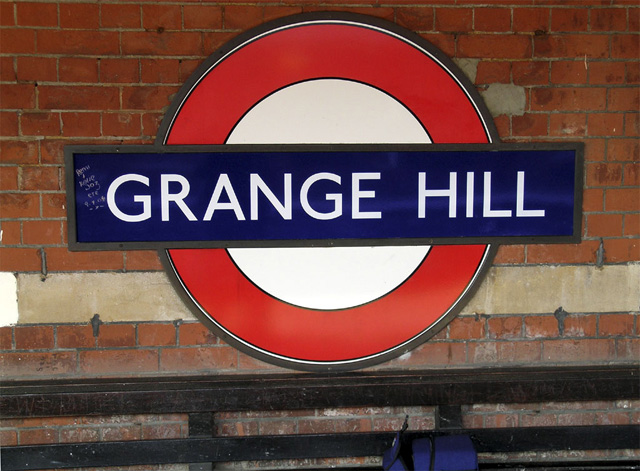
Symbol stacji